# Квемо-Самгори
Квемо-Самгори (груз. ქვემო სამგორი) — село в Грузии. Находится в Сагареджойском муниципалитете края Кахетия. Население — 66 человека (2014).